# Stade Abed-Hamdani
 (septembre 2023).
Si vous disposez d'ouvrages ou d'articles de référence ou si vous connaissez des sites web de qualité traitant du thème abordé ici, merci de compléter l'article en donnant les références utiles à sa vérifiabilité et en les liant à la section « Notes et références ».
Le Stade Abed-Hamdani (en arabe : ملعب عابد حمداني) est un stade de football situé dans la ville algérienne d’El Khroub. Il est le lieu d’entraînement de l’Association sportive d'El Khroub.